# Вооружённые силы Туниса
Вооружённые силы Туниса (араб. الجيش الوطني التونسي‎) — военная организация Республики Тунис, предназначенная для защиты свободы, независимости и территориальной целостности государства. Состоят из сухопутных войск, военно-морских сил и военно-воздушных сил.

## История
В 1956 году Тунис добился независимости от Франции. В том же году была создана Армия Туниса. Вооружалась новая армия остатками французского вооружения. Основу тунисской армии составляли бывшие солдаты колониальных войск, имевшие хорошую подготовку и реальный боевой опыт, полученный в сражениях Второй мировой войны и во время боев в Индокитае, где участвовали три тунисских батальона. Приблизительно 4000 тунисских солдат продолжали служить во французской армии до 1958 года, после чего большинство из них перешли служить в тунисскую армию, численность которой в том году превысила 6000 человек. Набор призывников на военную службу, ставший обязательным в январе 1957 года, позволил довести численность армии до 20 000 человек к 1961 году.
Летом 1961 года во время Бизертинского кризиса тунисский войска в ходе боёв с французами на территории Туниса потеряли по официальным данным около 630 убитыми и 1555 человек раненными. После перемирия и дипломатического урегулирования кризиса французы к 1963 году вывели свои войска и флот из Бизерты, базы достались тунисской армии.
Тунисские военные участвовали во многих миротворческих миссиях ООН: в Конго, Камбодже, Сомали, Руанде, на Коморских островах, в самопровозглашённом Косово и ДР Конго.
Численность сухопутных войск ВС Туниса сегодня составляет около 30 тыс. человек, ещё около 5 тыс. человек в ВВС Туниса и 4,5 тыс. в ВМС.
Основная часть техники составляет иностранное вооружение 1950—1980-х годов производства, которое в значительной степени устаревает, поэтому Вооружённые силы Туниса ищут пути обновления парка техники путём получения иностранного вооружения на безвозмездной основе, покупки на льготных условиях и закупка более дешёвых, чем западные аналоги, современных вооружений в других странах, например, беспилотников у Турции.

## Общие сведения
| Вооружённые силы Туниса                                         | Вооружённые силы Туниса |
| --------------------------------------------------------------- | --- |
| Виды вооружённых сил:                                           | Сухопутные войска Туниса; Военно-морские силы Туниса; Военно-воздушные силы Туниса.(по данным на 2011 год) |
| Призывной возраст и порядок комплектования:                     | Вооружённые силы Туниса комплектуются на основании закона о всеобщей воинской повинности, гражданами Туниса, достигшими возраста 20 лет; добровольное поступление на службу возможно с 18 лет; срок службы по призыву — 1 год.(по данным на 2007 год) |
| Человеческие ресурсы, доступные для воинской службы:            | мужчины в возрасте 16-49: 2,846,572 женщины в возрасте 16-49: 2,952,180 (2010 оценочно) |
| Человеческие ресурсы, пригодные для воинской службы:            | мужчины в возрасте 16-49: 2,397,716 женщины в возрасте 16-49: 2,484,097 (2010 оценочно) |
| Человеческие ресурсы, ежегодно достигающие призывного возраста: | мужчины: 90,436 женщины: 87,346 (2010 оценочно) |
| Военные расходы — процент от ВВП:                               | 1.4 % (по данным на 2006 год), 107 место в мире |

## Состав вооружённых сил

### Военно-морские силы
- Численность — 4-4,5 тыс. человек (включая 700 срочной службы).
- Базирование — Бизерта, Келибия, Ла Гулетт, Сфакс, Сусс, Тунис.
- Ремонтные мощности — 4 сухих дока и 1 слип (судоподъёмный эллинг) в Бизерте; 2 понтона и плавучий док в Сфаксе; возможность обслуживать и ремонтировать все имеющиеся на вооружении катера и суда.

Корабельный состав:
- 3 ракетных катера типа La Galite (Combattante-III) с 2х4 ПУ ПКР ММ40 Exocet;
- 3 ракетных катера типа Bizerte (Р-48) с 8 ПКР SS-12М;
- 3 патрульных катера типа Utique (китайские «Shanghai II» или модернизированный Hinzhui);
- 10 патрульных катеров Ch. Navals de l’Esterel двух моделей;
- 5-6 вспомогательных судов;

Береговая охрана (в Национальной гвардии):
- 5 патрульных катеров типа Kondor I — бывших ГДР-овских тральщиков;
- 2 патрульных катера типа Tazarka (Vosper Thornycroft);
- 5 патрульных катера типа Bremse — бывших ГДР-овских;
- 11 патрульных катеров типа Socomena;
- 4 патрульных катера типа Gabes.